# Sénateurs de la 2ème législature du Cameroun
Les deuxièmes élections sénatoriales se sont tenues le 25 mars 2018 et les résultats ont été proclamés le 5 avril 2018. À l'issue du scrutin indirect, le RDPC a remporté 63 sièges et le SDF seulement 7, soit deux fois moins que lors de la première législature. Le président de la République a complété la liste à 100 comme le dispose la constitution en nommant 30 autres sénateurs le 12 avril 2018.

## Liste complète des 100 sénateurs[4]

### Adamaoua
1. Nana Ismaila
2. Hamadou Paul
3. Rougayatou Asta Djoulde
4. Oumarou Issa
5. Souadatou Djallo Epouse Kalkaba
6. Baroua Nyakeu
7. Mamoudou Mazadou
8. Mohaman Gabdo
9. Moussa Sabo
10. Djaratou Mohamadou

### Centre
1. Naah Ondoa Sylvestre
2. Essomba Tsoungui Elie Victor
3. Anong Adibime Pascal
4. Bell Luc René
5. Okala Bilai Epouse Ahandjena Nicole
6. Sm Mama Jean Marie
7. Koungou Edima Eliane Didier
8. Nkodo Laurent
9. Pongmoni Jean Marie
10. Mbida Mvodo Albert

### Est
1. Salé Charles
2. Assouho Epse Tokpanou Djole
3. Ouli Ndongo Monique
4. Ndanga Ndinga Badel
5. Amama Amama Benjamin
6. Moampea Mbio Née Ngbangako Marie Claire
7. Mboundjo Jean
8. Ze Nguele René
9. Diwala Mony Hilarion
10. Aboui Marlyse

### Extrême Nord
1. Mahamat Abdoul Karim
2. Wouyack Marava Abdoulaye
3. Zakiatou Epse Sale
4. Amrakaye Martin
5. Foutchou Epse Djakaou
6. Alioum Alhadji
7. Bladi Abba
8. Mahamat Bahar Marouf
9. Dakole Daïssala
10. Ngabaya Tchef Tchef

### Littoral
1. Hanglog Epse Tjoues Géneviève
2. Tobbo Eyoum Thomas
3. Din Bell Marie Armande
4. Kingue Simon
5. Minyem Endene Epouse Eboumbou Patience Félicité
6. Kemayou Claude
7. Bile Jean David
8. Madiba Songue
9. Etame Massoma David Sigfried
10. Ngayap Pierre Flambeau

### Nord
1. Amidou Maurice
2. Namio Pierre
3. Amadou Alim
4. Asta Yvonne
5. Bebnone Payounni
6. Doudou Epouse Adamou Djoubaïrou
7. Hama Djabou
8. Aboubakary Abdoulaye
9. Hayatou Aïcha Pierrette
10. Boubakari Ousmanou

### Nord-Ouest
1. Vanigansen Mochiggle
2. Gamsey Kemende Henry
3. Buh Sule Tegha
4. Ajuoh Ngam Honoré
5. Kinyang Nyang Georges
6. Kumbongsi Dyx Meten Alim
7. Fon Doh Ganyonga III
8. Fon Chafah Isaac
9. Mme Régina Mundi Elizabeth

### Ouest
1. Ngouchinghe Sylvestre
2. Ngoubeyou François Xavier
3. Fomethe Anaclet
4. Ngangoube Aminatou
5. Pokam Max
6. Dsamou Micheline
7. Teingnidetio Jean
8. M. Ibrahim Mbombo Njoya
9. M. Djomo Kamga Honoré
10. M. Niat Njifenji Marcel

### Sud
1. Mbita Mvaebeme Lippert D.R
2. Zang Oyono Calvin
3. Obam Assam Samuel
4. Mba Mba Grégoire
5. Eloumba Therese
6. Amougou Bernard
7. Afane Gisele Solange
8. Ngalli Ngoua Pierre Henri
9. Menye Ondo François Xavier
10. Bisseck Paulette

### Sud-Ouest
1. Chief Tabe Tando Ndieb Nso
2. Otte Andrew Mofa
3. Mbella Moki Charles
4. Ntube Ndode Epouse Ndjock Agnès
5. Ankie Affiong Amah Rébecca
6. Lekunze Membo Andreas
7. Papianatu Fonderson Lionel
8. Fon Mukete Essimi Ngo Victor
9. Chief Anja Simon Onjwo
10. Leke Besongoh Akemfor Philip